# The Nextwave Sessions
The Nextwave Sessions es el tercer EP de la banda británica Bloc Party. Fue lanzado el 12 de agosto de 2013 en el Reino Unido, y el 13 de agosto en los Estados Unidos, a través de Frenchkiss Recods. "Ratchet" y "Obscene" se registraron con Dan Carey, quien había trabajado previamente con Bat for Lashes y Hot Chip. Cuenta con cinco canciones inéditas que se dieron debut en vivo en 2013 la gira de la banda norteamericana.

## Lista de canciones
| N.º | Título                                   | Duración |  |
| 1.  | «Ratchet»                                | 3:18     |  |
| 2.  | «Obscene»                                | 3:44     |  |
| 3.  | «French Exit»                            | 2:52     |  |
| 4.  | «Montreal»                               | 4:39     |  |
| 5.  | «X-Cutioner's Song» (iTunes bonus track) | 2:01     |  |
| 6.  | «Children of the Future»                 | 3:07     |  |